# Município de York (condado de Union, Ohio)
O município de York (em inglês: York Township) é um município localizado no condado de Union no estado estadounidense de Ohio. No ano de 2010 tinha uma população de 1.334 habitantes e uma densidade populacional de 13,73 pessoas por km².

## Geografia
O município de York encontra-se localizado nas coordenadas 40° 24′ 27″ N, 83° 26′ 28″ O. Segundo a Departamento do Censo dos Estados Unidos, o município tem uma superfície total de 97.13 km², da qual 95.94 km² correspondem a terra firme e (1.22%) 1.19 km² é água.

## Demografia
Segundo o censo de 2010, tinha 1.334 habitantes residindo no município de York. A densidade populacional era de 13,73 hab./km². Dos 1.334 habitantes, o município de York estava composto pelo 97.38% brancos, o 0.52% eram afroamericanos, o 0.45% eram amerindios, o 0.37% eram asiáticos, o 0.07% eram insulares do Pacífico, o 0.07% eram de outras raças e o 1.12% pertenciam a duas ou mais raças. Do total da população o 0.97% eram hispanos ou latinos de qualquer raça.